# William Pennington

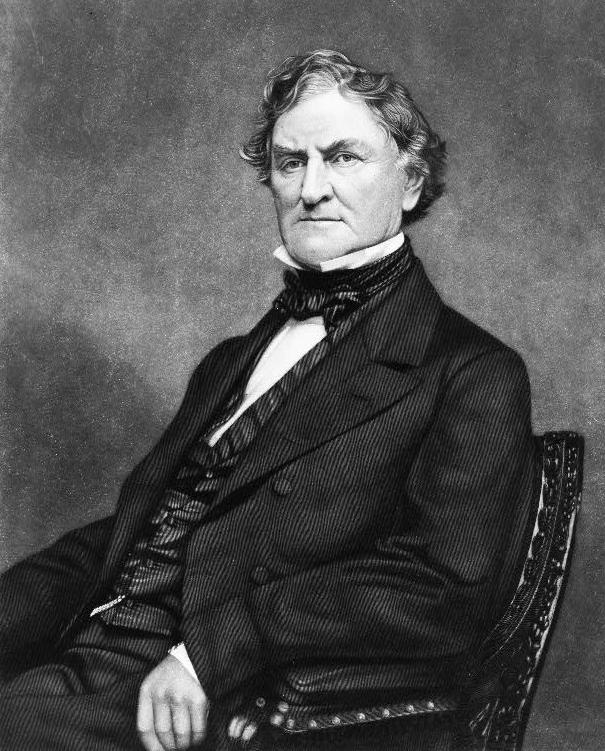
William Pennington

William Pennington (* 4. Mai 1796 in Newark, New Jersey; † 16. Februar 1862 ebenda) war ein US-amerikanischer Politiker und von 1837 bis 1843 Gouverneur des Bundesstaates New Jersey. Zwischen 1859 und 1861 vertrat er seinen Staat als Abgeordneter im US-Kongress.

## Frühe Jahre
William war der Sohn von William S. Pennington (1767–1826), der zwischen 1813 und 1815 Gouverneur von New Jersey gewesen war. Er war außerdem Cousin von Alexander Pennington (1810–1867) einem Kongressabgeordneten, der zwischen 1853 und 1856 zwei Legislaturperioden in Washington, D.C. absolvierte. William Pennington besuchte die öffentlichen Schulen seiner Heimat und studierte anschließend bis 1813 an der Princeton University. Nach einem anschließenden Jurastudium und seiner 1817 erfolgten Zulassung als Rechtsanwalt wurde er zwischen 1817 und 1827 Protokollführer an dem für New Jersey zuständigen Bundesgericht, an dem sein Vater Richter war. Gleichzeitig arbeitete er auch als Rechtsanwalt.

## Politischer Aufstieg und Gouverneur von New Jersey
William Pennington wurde Mitglied der Whig Party. Zwischen 1829 und 1833 war er Abgeordneter in der New Jersey General Assembly. Im Jahr 1837 wurde er von der New Jersey Legislature zum Gouverneur seines Staates gewählt. Nachdem er in den folgenden Jahren jeweils in seinem Amt bestätigt worden war, konnte er zwischen dem 27. Oktober 1837 und dem 27. Oktober 1843 in dieser Position verbleiben. In dieser Zeit wurde in New Jersey eine Reform des Justizwesens vorgenommen. Ein Gesetz, wonach Schuldner mit Gefängnis bestraft wurden, wurde abgeschafft. Damals entstanden auch Sonderschulen für Blinde, Taube und Nervenkranke.
Ein heikles Thema in seiner Regierungszeit war der sogenannte „Broad Seal War“. Dabei ging es um die Kongresswahlen des Jahres 1838 und fünf Abgeordnete, die für New Jersey in den Kongress entsandt werden sollten. Die Wahl war knapp und umstritten. Der Gouverneur bestätigte fünf Whig-Kandidaten als Kongressabgeordnete, während das Repräsentantenhaus nur einen dieser Kandidaten bestätigte und vier demokratische Kandidaten bevorzugte. Nachdem sich herausgestellt hatte, dass in einigen Wahlbezirken tatsächlich Wahlbetrug zu Gunsten der Whigs vorlag, wurden schließlich alle fünf Mandate an die Kandidaten der Demokratischen Partei vergeben. William Pennington strebte auch im Jahr 1843 eine erneute Wahl in das höchste Amt seines Staates an. Dieses Mal unterlag er aber dem Demokraten Daniel Haines.

## Weitere politische Laufbahn
Nach dem Ende seiner Gouverneurszeit wurde Pennington zunächst wieder als Rechtsanwalt tätig. Später lehnte er eine Ernennung von Präsident Millard Fillmore zum Territorialgouverneur im Minnesota-Territorium ab. Als die Whigs sich in den 1850er Jahren auflösten, trat William Pennington der neu gegründeten Republikanischen Partei bei. Als deren Kandidat wurde er im Jahr 1858 in den Kongress gewählt. Dort absolvierte er zwischen dem 4. März 1859 und dem 3. März 1861 eine Legislaturperiode. Seit dem 1. Februar 1860 bis zum Ende seiner Zeit im US-Repräsentantenhaus war er dessen Sprecher. Im Jahr 1860 kandidierte er erfolglos für seine Wiederwahl in den Kongress. William Pennington starb im Februar 1862. Mit seiner Frau Caroline Burnet hatte er vier Kinder.